# Coccothrinax inaguensis
Coccothrinax inaguensis är en enhjärtbladig växtart som beskrevs av Robert William Read. Coccothrinax inaguensis ingår i släktet Coccothrinax och familjen Arecaceae. IUCN kategoriserar arten globalt som otillräckligt studerad.
Artens utbredningsområde är Bahamas. Inga underarter finns listade i Catalogue of Life.